# 搜狗输入法注音版
搜狗输入法注音版也称搜狗注音输入法，是搜狗推出的一款面向台湾民众开发的注音输入法。该注音输入法拥有较大的词库并且支持输入简体。2019年6月左右无預警停止营運，網站无法浏覽，也不再更新。